# هورتون، برکشر
هورتون (به انگلیسی: Horton) یک روستا و محله مدنی در بریتانیا است که در ویندسور و میدنهد واقع شده‌است. هورتون ۹۸۳ نفر جمعیت دارد.